# 約克博物館花園

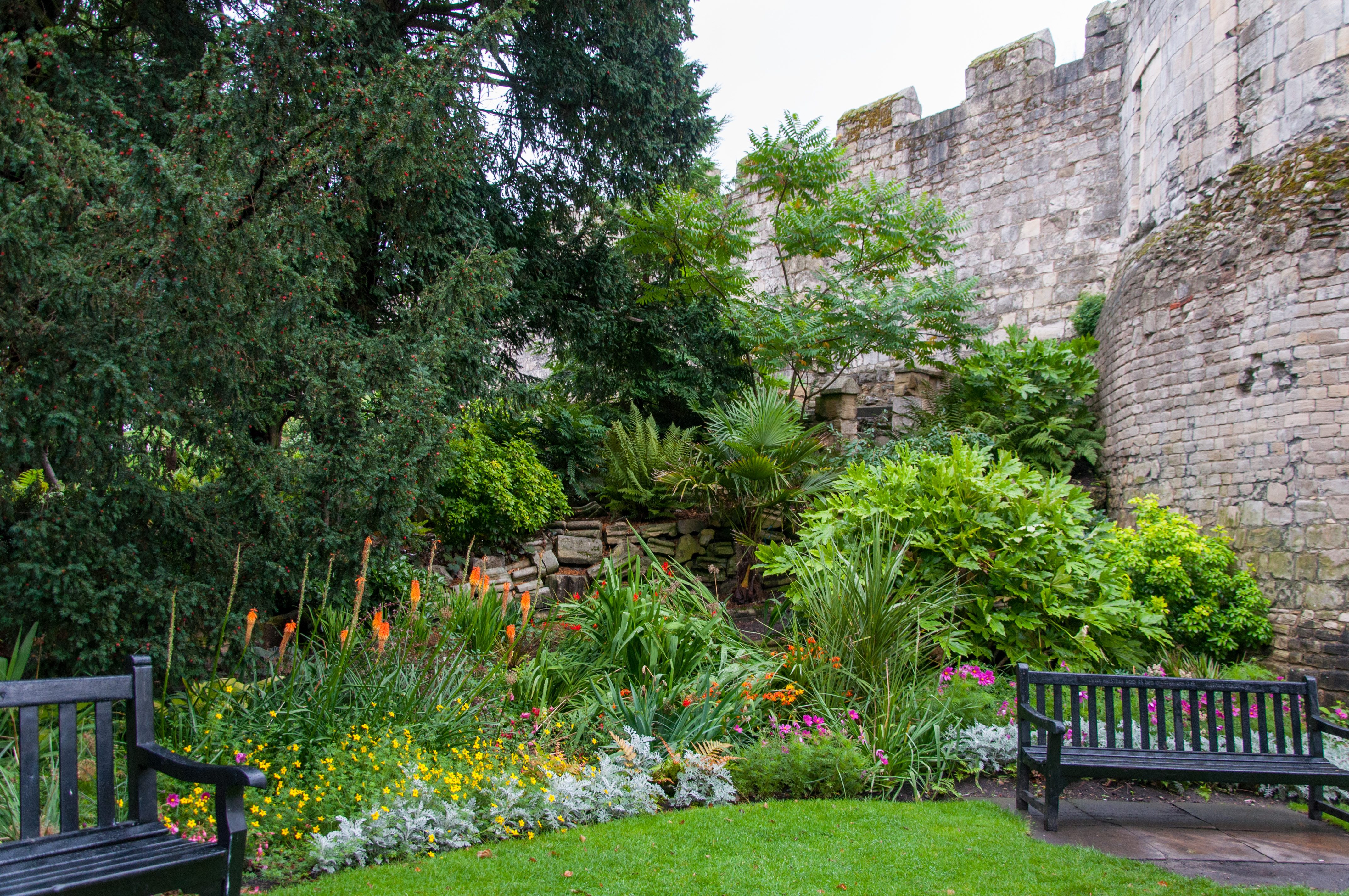
约克郡博物馆花园内景

約克郡博物館花園（英語：York Museum Gardens）是位於英國英格蘭城市約克的一座植物園，其用地中有10英畝（4.0公頃）曾聖瑪麗修道院的用地。約克博物館花園和約克郡博物館同時由約克郡哲學學會創立於1830年代。

## 外部連結
- The Yorkshire Museum and Gardens website（页面存档备份，存于）
- The Yorkshire Philosophical society（页面存档备份，存于）
- Time Team Live Dig of St. Leonards Hospital（页面存档备份，存于）
- 關於其詳細資料（464225）Museum, Tempest Anderson Hall and Abbey remains: Grade I，英格蘭圖庫，英格蘭遺產委員會
- 關於其詳細資料（464219）St Mary's Lodge, gates, railings, piers: Grade I，英格蘭圖庫，英格蘭遺產委員會
- 關於其詳細資料（464212）Hospitium and water gate: Grade II*，英格蘭圖庫，英格蘭遺產委員會
- 關於其詳細資料（464200）Curator's house: Grade II，英格蘭圖庫，英格蘭遺產委員會
- York Mystery Plays 2012

53°57′41″N 1°05′17″W / 53.96139°N 1.08806°W